# Hangover Music Vol. VI
Hangover Music Vol. VI es el quinto álbum de estudio de la banda de heavy metal estadounidense Black Label Society, publicado el 20 de abril de 2004. El disco contiene una versión en piano de la canción "Whiter Shade of Pale" de Procol Harum y una canción titulada "Layne," escrita en honor a la memoria de Layne Staley, fallecido cantante de la banda de grunge Alice in Chains.

## Lista de canciones
Todas escritas por Zakk Wylde, excepto donde se indique.
1. "Crazy or High" - 3:34
2. "Queen of Sorrow" - 4:15
3. "Steppin' Stone" - 4:54
4. "Yesterday, Today, Tomorrow" - 3:43
5. "Takillya (Estyabon)" - 0:39
6. "Won't Find It Here" - 6:26
7. "She Deserves a Free Ride (Val's Song)" - 4:19
8. "House of Doom" - 3:46
9. "Damage Is Done" - 5:20
10. "Layne" - 5:15
11. "Woman Don't Cry" - 5:39
12. "No Other" - 4:59
13. "A Whiter Shade of Pale" (Gary Brooker, Keith Reid, Matthew Fisher) - 5:08
14. "Once More" - 4:10
15. "Fear" - 4:38

## Créditos
- Zakk Wylde – voz, guitarra, bajo, piano
- Craig Nunenmacher – batería
- John Tempesta – batería (pista 14)
- James LoMenzo – bajo (pistas 3, 4, 6–8, 11, 15)
- John DeServio – bajo (pistas 2, 9, 10, 14)
- Mike Inez – bajo (pista 1)